# Llarga Marxa 7

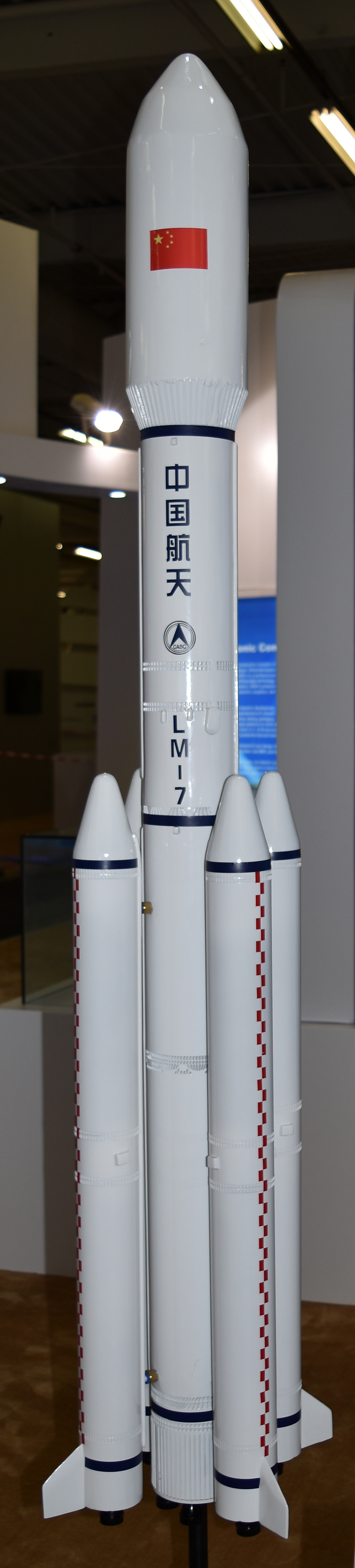
Maqueta del Llarga Marxa 7

El Llarga Marxa 7 (en xinès: 长征七号运载火箭), o Chang Zheng 7 en pinyin, abreviat LM-7 per a l'exportació o CZ-7 a la Xina, originalment Llarga Marxa 2F/H o Chang Zheng 2F/H, és un coet transportador de combustible liquid xinès, desenvolupat per la China Aerospace Science and Technology Corporation. Va realitzar el seu vol inaugural el 25 de juny de 2016.

## Disseny
El Llarga Marxa 7 és la variant de llançament mitjà d'una família de coets de nova generació que inclou el renovat i més pesant Llarga Marxa 5 i el coet de càrrega petit/mitjà Llarga Marxa 6. L'estructura es basa en el coet fiable i tripulat Llarga Marxa 2F. Va heretar l'etapa nucli de 3,35m de diàmetre i els coets acceleradors líquids de 2,25m de diàmetre. Mentre que l'anterior família de coets Llarga Marxa 2 utilitzava combustibles N2O4/UDMH cars i perillosos, el Llarga Marxa 7 utilitza LOX/querosè. Els motors són compartits amb el Llarga Marxa 5 i 6. L'objectiu era construir una família de coets més rendible i menys perillosa per a reemplaçar l'actual Llarga Marxa 2 i eventualment el Llarga Marxa 3. És capaç de situar una càrrega útil de 5500 kg en una òrbita heliosíncrona.
Pot utilitzar l'etapa superior Yuanzheng-1A per augmentar la càrrega útil a òrbites més energètiques i facilitar missions de múltiple ignició. El vol inaugural va utilitzar aquest tram superior.

## Llista de llançaments
| Número de vol | Data (UTC)         | Zona de llançament | Càrrega útil                           | Òrbita | Resultat |
| ------------- | ------------------ | ------------------ | -------------------------------------- | ------ | -------- |
| 1             | 25 juny 2016 12:00 | Wenchang           | Càpsula de reentrada de nova generació | LEO    | Reeixit  |